# Sabena-Flug 571
Der Sabena-Flug 571 war ein Flug des belgischen nationalen Fluggesellschaft Sabena am 8. Mai 1972 von Brüssel über Wien nach Lod. Kapitän des Fluges war der Brite Reginald Levy, als die Boeing 707 von vier Terroristen des Schwarzen Septembers, einer palästinensischen Terrororganisation, entführt wurde. Auf Anweisung der Entführer landete Levy das Flugzeug auf dem Flughafen Lod (seit 1975 Flughafen Ben Gurion).

## Die Entführung
Die von Ali Hassan Salameh geplante Entführung wurde von einem vierköpfigen Terrorkommando ausgeführt. Die zwei Männer und zwei Frauen gaben vor, Paare zu sein: Der Anführer des Kommandos Ali Taha Abu Snina und Abed al-Aziz Atrash sowie Rima Tannous in Begleitung von Theresa Halsa. Ihre Bewaffnung bestand aus zwei Handfeuerwaffen, zwei Handgranaten sowie zwei Sprengstoffgürteln. Zwanzig Minuten nach dem Start in Wien drangen die Terroristen in das Cockpit ein. Kapitän Levy informierte die 90 Passagiere: „Wie Sie sehen können, haben wir Freunde an Bord.“
Zügig nach Beginn der Entführung trennten die Terroristen die jüdischen Geiseln von den anderen und verbrachten sie in das hintere Ende des Flugzeugs. Nach der Landung des Flugzeugs in Lod forderten die Entführer die Freilassung von 315 verurteilten palästinensischen Terroristen, die sich in israelischer Haft befanden und drohten mit der Sprengung des Flugzeugs mit den Geiseln. Kapitän Levy gelang es, eine verschlüsselte Botschaft an die Israelis zu schicken, in der er um Hilfe bat. Der damalige Verteidigungsminister Moshe Dayan plante gemeinsam mit dem Transportminister Shimon Peres, dem späteren Premierminister und Präsidenten Israels, eine Rettungsaktion mit dem Codenamen Operation Isotop, während beide mit den Geiselnehmern verhandelten. Levy gab hinterher an, mit den Terroristen über ziemlich alles „von der Navigation bis hin zu Sex“ gesprochen zu haben, während die Passagiere und Besatzung auf ihre Befreiung warteten.
Es gelang den Israelis, in der Nacht vom 8./9. Mai das Hydrauliksystem der entführten Maschine zu sabotieren, wodurch das Flugzeug startunfähig wurde. Man konnte die Terroristen davon überzeugen, dass die entführte Maschine einer Reparatur bedurfte.
Am 9. Mai begann gegen 16 Uhr der Befreiungsversuch: Ein 16-köpfiges Team der militärischen Spezialeinheit Sajeret Matkal, verkleidet als Flugzeugtechniker, näherte sich dem Flugzeug. Angeführt wurde das Team, zu dem Benjamin Netanjahu gehörte, von Ehud Barak – beide bekleideten später das Amt des israelischen Premierministers. Sie stürmten das Flugzeug und töteten die beiden männlichen Geiselnehmer. Die beiden weiblichen Attentäter konnten festgenommen und die 90 Geiseln befreit werden. Während des kurzen Feuergefechts wurden drei der Geiseln verletzt. Die 22-jährige Miriam Anderson erlag später ihren Verletzungen. Netanyahu wurde während des Einsatzes ebenfalls verletzt, als sein Kamerad Marko Ashkenazi einen Schuss aus seiner Waffe abgab, mit der er Theresa Halsa attackierte. Sie erlitt einen Durchschuss und das Projektil drang in den Bizeps Netanyahus ein. Auch Manfred Korytowski war Passagier und wurde bei der Befreiung durch das israelische Militär schwer verletzt.

## Folgen
Halsa und Rima Tannous wurden zu lebenslänglicher Haft verurteilt. Beide kamen aber durch einen Gefangenenaustausch nach dem Libanonkrieg im November 1983 frei.
Sabena betrieb das Flugzeug weitere fünf Jahre bis zu seinem Verkauf an Israel Aerospace Industries. Letztlich wurde das modifizierte Flugzeug an die israelischen Luftstreitkräfte verkauft, wo es mehrere Jahre als Spionageflugzeug zum Einsatz kam und bei zahlreichen Langstreckenoperationen eingesetzt wurde.
Captain Levy, ein Veteran der Royal Air Force, der bei Bombardierungen im Zweiten Weltkrieg und auch während der Berliner Luftbrücke zum Einsatz gekommen war, war 1952 zu Sabena gekommen. Im Jahr 1982 ging er in den Ruhestand und verstarb am 1. August 2010 in einem Krankenhaus in der Nähe seines Wohnsitzes in Dover an den Folgen eines Herzinfarktes.

## Mediale Rezeption
- From Night Flak to Hijack: It's A Small World, Autobiographie des Kapitäns Reginald Levy.
- Sabena Hijacking: My Version, israelisches Dokudrama, das die Entführung und die Befreiung darstellt.[9]